# 広瀬駅 (石川県)
広瀬駅（ひろせえき）は、石川県石川郡鳥越村字広瀬（現・白山市広瀬町）にかつてあった、北陸鉄道金名線の駅（廃駅）である。

## 概要
1926年（大正15年）2月に金名鉄道第1期開通の起点として開設された。当時は白山下方面から鶴来方面へ行く乗客はこの駅で下車し、手取川に架けられた広瀬橋を歩いて対岸の鶴来町中島まで渡らなければならなかった。そのため当時の当駅界隈は、山へ行く人・山から出る人で賑わったが、1927年（昭和2年）に線路が加賀一の宮駅まで延伸すると乗降客は激減した。 
最終時は単式ホーム1面1線、盛り土で周りを石積みで固めたホームに木製の小さな待合室があった無人駅。開業時は金名鉄道北側の終着駅だったこともあり、車庫となっていた側線2本を有していた。なお、全通後側線は貨物線として使われていたこともあった。なお、この車庫として使われていた側線は開業前の1925年（大正14年）12月19日に「仮設物」として使用を認可されており、この車庫は名義上は仮設であった。乗降客数は1984年当時、一日平均44人。

## 歴史
- 1926年（大正15年）2月1日：金名鉄道の白山下 - 当駅間開通に伴い、加賀広瀬駅として開業。当時は金名鉄道北側の終着駅。
- 1927年（昭和2年）6月12日：当駅 - 神社前（後の加賀一の宮）間の開業により金名鉄道が全通、当駅は中間駅となる。
- 1929年（昭和4年）8月28日（認可申請）：貨物の発着が少なかったことで側線の一部を撤去、機関車修繕用のアッシュピットを増設[1]。
- 1933年（昭和8年）12月20日（届出）：側線の用途を貨物線から車庫線に変更。当時貨物取扱量が1カ月平均20トン程度で減少傾向にあり、増加も見込めなかったことによる[1]。
- 1934年（昭和8年）8月10日（設計変更認可申請）：駅員無配置となる（無人駅化）[1]。
- 1943年（昭和18年）10月13日：北陸鉄道への合併により同社金名線の駅となる。
- 1949年（昭和24年）：この年12月6日の全線電化後しばらくして、車庫が廃止される[1]。
- 1955年（昭和30年）：当駅を一時廃止[1]。
- 1957年（昭和32年）：広瀬駅に改称して営業再開[1][注釈 1]。
- 1984年（昭和59年）12月12日：手取川橋梁が危険な状態となったことにより、加賀一の宮 - 白山下間の金名線全線が休止、それにより当駅も休止。
- 1987年（昭和62年）4月29日：金名線は営業再開することなく全線廃止、それにより廃駅。

## 駅構造
単式ホーム1面1線、盛り土で周りを石積みで固めたホームに木製の小さな待合室があった無人駅であった（前述）。

## 利用状況
1984年（昭和59年）当時の乗降客数は一日平均44人であった（前述）。

## 隣の駅
北陸鉄道
金名線
手取中島駅 - 広瀬駅 - 瀬木野駅